# Marie-Joseph Chénier
Marie-Joseph Blaise de Chénier (Costantinopoli, 28 agosto 1764 – Parigi, 10 gennaio 1811) è stato un poeta, drammaturgo e politico francese.
Era fratello minore di André Chénier, ghigliottinato nel 1794 sotto il Terrore, ma era di idee più radicali. Compose il testo dell'inno rivoluzionario Le Chant du départ. Fu membro della Convenzione, del Consiglio dei Cinquecento e del Tribunato.

## Biografia
Nato a Costantinopoli, fu il quarto figlio di Louis Chénier, console francese presso la città turca e di Elisabeth Santi-Lomaca, franco-levantina. Si trasferì e crebbe a Carcassonne. Intraprese gli studi a Parigi presso il Collège de Navarre. Entrato nell'esercito come cadetto a soli diciassette anni, trascorse due anni presso il reggimento dei dragoni di Lescure, nella guarnigione di Niort. A diciannove anni decise di intraprendere la carriera letteraria e scrisse il suo primo dramma in due atti dal titolo Azémire, che venne rappresentato nel 1786, prima al Théâtre-Français e poi presso il teatro di corte a Fontainebleau. L'opera non ebbe successo così come la successiva commedia Edgar, ou le page supposé, che andò in scena nel 1785.
La sua notorietà giunse con la terza opera, la tragedia Charles IX, ou la Saint-Barthélemy, successivamente intitolata Charles IX, ou l'école des rois, prodotta nel 1789 ma censurata dalla censura per i suoi contenuti dalla valenza fortemente politica. Per difendere quest'opera l'autore scrisse alcuni pamphlets, tra i quali Dénonciation des inquisiteurs de la pensée e De la Liberté du Théâtre en France, scritti e pubblicati entrambi nel 1789 e grazie ai quali ottenne il permesso di rappresentare il suo dramma.
Grazie anche all'enorme aspettativa suscitata nel pubblico, la prima del Charles IX, rappresentata il 4 novembre 1789, fu un successo clamoroso, anche grazie alla magistrale interpretazione di François-Joseph Talma nel ruolo di Carlo IX di Francia. Secondo la testimonianza diretta del politico e letterato Charles-Élie de Ferrières, il pubblico abbandonò il teatro ivre de vengeance et du tourment d'un soir de sang (ebbro di spirito di vendetta e di tormento per una serata piena di sangue). Come conseguenza del successo della rappresentazione e del suo effetto sul pubblico, la celebre compagnia teatrale della Comédie-Française si divise in due ed il gruppo des patriotes, ovvero anti-realisti, guidato da François-Joseph Talma, si trasferì in rue de Richelieu dove fondò un nuovo teatro presso il Palais-Royal, con il nome di Théâtre Français de la rue de Richelieu.
Nel 1791 la compagnia di Talma rappresentò la nuova opera teatrale di Chénier, dal titolo Henri VIII, generalmente riconosciuto come il capolavoro dell'autore. Quest'opera, come anche la successiva tragedia in cinque atti, dal titolo Jean Calas, ou l'école des juges e rappresentata nello stesso anno, fu accolta dal pubblico con entusiasmo. L'anno successivo fu la volta della tragedia Caius Graccus, che, nonostante inneggiasse con toni molto accesi alla Rivoluzione francese e l'autore fosse un giacobino, fu sottoposta a censura per volere del deputato montagnardo Antoine Louis Albitte, il quale aveva ravvisato nella frase del dramma - "Des lois et non du sang" (le leggi e non il sangue) - un chiaro ed indubbio riferimento critico contro il nuovo regime rivoluzionario. Esito ancor peggiore ebbe il dramma rappresentato l'anno successivo, Fenelon, il quale, dopo poche repliche, venne fatto interrompere. Stessa sorte, infine si ebbe per il dramma Timoléon del 1793, nonostante la collaborazione musicale di Étienne Nicolas Méhul, che fu osteggiato dal regime rivoluzionario dato che sembrava criticare la persona di Robespierre, nel personaggio di Timofane, spregiudicato ed ambizioso, incoronato dai suoi amici nel bel mezzo di un'assemblea popolare.
Nel 1793 propose e ottenne che la Convenzione restituisse al vecchio Carlo Goldoni, che poco dopo morì, la pensione che gli era stata concessa dal re di Francia. La decisione arrivò troppo tardi, il giorno dopo la morte di Goldoni, e la pensione fu concessa alla vedova.
Nel giugno 1794 partecipò alla scrittura del testo dell'inno all'Essere Supremo, per la festa tenuta a Parigi dal governo robespierrista l'8 giugno.
Suo fratello André, arrestato a marzo come oppositore monarchico del governo ed ex-fogliante, fu ghigliottinato a 31 anni poco più di un mese dopo (25 luglio), alla vigilia della caduta di Robespierre (27 luglio) e della sospensione delle esecuzioni sommarie. Marie-Joseph e il padre tentarono di farlo liberare, il secondo (sconsigliato dal primo) intercedendo presso il deputato giacobino e poi termidoriano Bertrand Barère (un ex Fogliante), che rispose sarcasticamente il 4 termidoro che Chénier sarebbe uscito "fra tre giorni", sollecitando probabilmente invece a giudicare il poeta, altrimenti "dimenticato" in prigione. André fu difatti condannato dal tribunale rivoluzionario la mattina del 7 termidoro e giustiziato sulla ghigliottina lo stesso giorno..

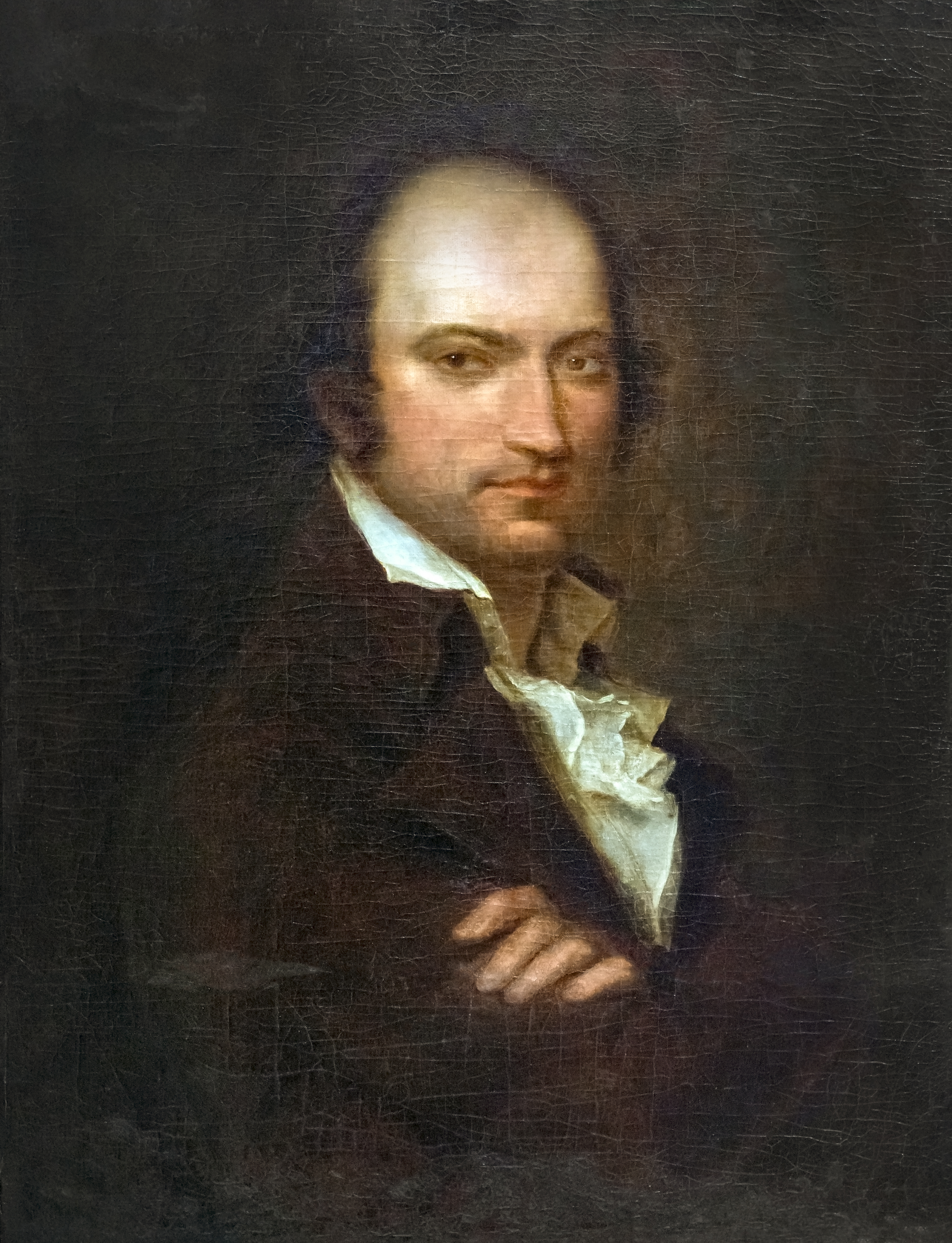
André Chénier

Dopo la sua morte Marie-Joseph, che aveva avuto con lui un rapporto conflittuale soprattutto a livello politico, ebbe dei ripensamenti sulle sue scelte, curando la pubblicazione della Jeune Tarentine e della Jeune Captive, due delle sue poesie più significative di André. Si difese dall'accusa di non aver fatto nulla per lui nell'Epistola sulla calunnia (1796), contenente anche un passo che ricorda il Carme CI di Catullo (e che presenta una somiglianza con le figure del sonetto di Ugo Foscolo In morte del fratello Giovanni del 1803): "O fratello, io voglio, rileggendo i tuoi poemi / cantare un inno funebre all’anima tua proscritta; / presso il tuo mausoleo vedrai sovente i fratelli gementi, la madre desolata, / qualche amico delle arti, un po’ d’ombra e dei fiori, / e il tuo giovane alloro crescerà bagnato dalle mie lacrime."
Alle elezioni legislative in Francia del 1798 fu eletto come uno dei capi dei neogiacobini del Club del Panthéon al Consiglio dei Cinquecento. Tra i deputati lo stesso Bertrand Barère. Le elezioni furono invalidate dal colpo di Stato del 18 fruttidoro.
Chénier aderì al Consolato di Napoleone Bonaparte.
Nel 1804 Le chant du départ fu scelto da Napoleone come inno nazionale del Primo Impero Francese. In occasione dell'incoronazione di Napoleone, mise in scena la tragedia di Ciro, che fu rappresentata una sola volta: se in essa giustificò l'Impero, fu dando consigli all'imperatore e invocando la libertà, che era la strada migliore, che irritò Napoleone. Mortificato, Chénier ritornò al Partito repubblicano nella sua elegia La Promenade (1805) e, nel 1806, si dimise da ispettore generale.
Nel 1806-1807 tenne un corso di storia della letteratura all'Athénée. Napoleone I gli diede comunque una pensione di 8.000 franchi e lo incaricò della continuazione del corso di storia francese.
Marie-Joseph Chénier morì a 47 anni nel 1811, e fu sepolto nel Cimitero di Père-Lachaise.
Fu membro della loggia massonica parigina "Les amis de la vérité".